# Борисов, Василий Петрович (лётчик)
Василий Петрович Борисов (1929—2001) — подполковник Советской Армии, лётчик-испытатель, Герой Советского Союза (1971).

## Биография
Родился 10 января 1929 года в деревне Чернобровкиной Баженовского района Свердловского округа Уральской области в семье крестьянина.
В 1947 году был призван на службу в Советскую Армию. В 1950 году окончил военное авиационное училище лётчиков в Омске, был лётчиком в частях ВВС СССР. В 1953 году вступил в КПСС. В 1959 году в звании подполковника был уволен в запас. В 1960 году, не желая уходить с лётной работы, окончил школу лётчиков-испытателей и поступил на работу в ОКБ Туполева.
Будучи лётчиком-испытателем, Борисов освоил 80 разновидностей самолётов, в том числе: «Ту-104», «Ту-134», «Ту-144», «Ту-154», «Ту-22», «Ту-22М», «Ту-22М2» и их модификации. Без отрыва от лётно-испытательской работы Борисов в 1967 году окончил Московский авиационный институт.
Первым поднял в небо 30 августа 1969 года советский дальний сверхзвуковой ракетоносец-бомбардировщик с крылом изменяемой стреловидности Ту-22М.
Совершал демонстрационные полёты на международных авиасалонах.
В 1994 году Борисов вышел на пенсию. Проживал в городе Жуковском Московской области.

Могила Борисова на Быковском кладбище Жуковского.

30 марта 2001 года был ограблен и убит в собственном подъезде наркоманом, после того как пытался оказать сопротивление. Похоронен на Быковском кладбище в Жуковском.
15 августа 2011 года в рамках мероприятий, посвящённых 65-летию города, на углу дома № 35 по ул. Чкалова в Жуковском, где в последние свои годы жил Василий Петрович, была открыта памятная доска.

## Награды
- Указом Президиума Верховного Совета СССР от 26 апреля 1971 года за «мужество и отвагу, проявленные при освоении новой техники» Василий Борисов был удостоен высокого звания Героя Советского Союза с вручением ордена Ленина и медали «Золотая Звезда» за номером 11406.
- Был также награждён орденами Октябрьской Революции, Красного Знамени, Красной Звезды, а также рядом медалей.
- Заслуженный лётчик-испытатель СССР (1973).